# Flash (serie televisiva)
Flash (The Flash) è una serie televisiva della CBS, ispirata dall'omonimo fumetto della DC Comics. Ne andò in onda soltanto una stagione composta da 22 episodi, dal 1990 al 1991, perché negli Stati Uniti avevano ricevuto un ascolto maggiore I Simpson e le partite di pallacanestro della NBA. In Italia la serie andò in onda in prima visione su Italia 1 nella primavera del 1992: ogni sabato in prima serata dal 14 marzo al 30 maggio. Il primo episodio fu seguito da oltre 4 milioni di spettatori.
Gli ideatori della serie furono Danny Bilson e Paul De Meo. Il compositore Danny Elfman, a quell'epoca reduce dal successo di Batman, si occupò delle musiche della sigla, e la compositrice Shirley Walker delle restanti musiche (nel 1992 avrebbe lavorato sulla serie animata di Batman). Alcuni episodi sono stati sceneggiati da due noti autori di fumetti, Howard Chaykin e John Francis Moore.
La serie è canonica con gli eventi dell'Arrowverse, in particolare è ambientata su Terra-90.

## Trama
Protagonista della serie è Barry Allen (John Wesley Shipp), ricercatore della polizia scientifica di Central City.
Dopo il violento contatto con un fulmine ed alcune sostanze chimiche diventa in grado di muoversi ad altissima velocità. In seguito all'assassinio di suo fratello Jay da parte di Nicholas Pike (Michael Nader), gangster ed ex poliziotto, decide di sfruttare a fin di bene i suoi nuovi poteri: così assume l'identità supereroica di Flash per vendicare il fratello e per amore della giustizia.
A conoscere il segreto di Barry sono Christina McGee (Amanda Pays), ricercatrice degli S.T.A.R. Labs (abbreviazione di Science and Technology Advanced Research Laboratories), l'investigatrice Megan Lockhart (Joyce Hyser) e il dottor Desmond Powell, più noto come "Ombra della Notte" (Jason Bernard). Da contrappunto comico alla serie fanno Julio Mendez (Alex Désert), collega di Barry Allen, e i due poliziotti Murphy (Biff Manard) e Bellows (Vito D'Ambrosio).
L'avversario più pericoloso di Flash, alter ego di Barry, è il pazzoide Trickster (Mark Hamill, già Luke Skywalker nella saga di Guerre stellari), che appare in due episodi, Il trasformista e Il lavaggio del cervello. Tra gli avversari sono da ricordare Nicholas Pike (episodi 1 e 15), Capitan Gelo (episodio 17), Mirror Master (episodio 19) e un clone di Flash, chiamato Polluce (che compare nell'episodio Il superuomo), con un costume simile a quello rosso del vero Flash, ma differente nel colore blu e nello stemma stampato.

## Film
Alcuni episodi di Flash furono riediti in VHS sotto forma di lungometraggi:
- Flash, ovvero l'episodio pilota (poi diviso in due puntate);
- Flash II - La vendetta di Trickster, che riunisce gli episodi con Trickster: Il trasformista (ep. 13) e Lavaggio del cervello (ep. 22);
- Flash III - L'ombra della notte, che comprende gli episodi con L'ombra della notte: Il ritorno del fantasma della notte (ep. 9) e L'ombra della notte (ep. 16).

## Edizione italiana
Il doppiaggio italiano è stato curato dal Gruppo Trenta, con la direzione di Giorgio Lopez.
Prima di essere trasmessi in televisione, l'episodio pilota della serie, Il trasformista e Lavaggio del cervello vennero distribuiti in versione VHS, con un doppiaggio differente. Roberto Pedicini era la voce di Barry Allen/Flash, mentre Laura Boccanera doppiava Christina McGee. La stessa la ridoppierà nella serie del 2014.
Il Trickster, interpretato da Mark Hamill, fu doppiato da Luca Dal Fabbro.

## La serie in DVD
Raccolta in un unico cofanetto con 4 DVD registrati a doppio strato. Dura circa 1040 minuti (mediamente un episodio 45 minuti) e contiene tutti i 22 episodi.

## Episodi
| Stagione       | Episodi | Prima TV originale | Prima TV Italia |
| -------------- | ------- | ------------------ | --------------- |
| Prima stagione | 22      | 1990-1991          | 1992            |